# Agencia administrativa incorporada
Una agencia administrativa incorporada (独立行政法人 Dokuritsu gyōsei hōjin?), o institución administrativa independiente, es un tipo de corporación legal formulada por el Gobierno de Japón bajo la Ley de Reglas Generales para Agencias Administrativas Incorporadas (Ley n.º 103 de 1999, actualizada en 2014).Las agencias independientes no están bajo la Ley de Organización del Gobierno que establece los ministerios y agencias de Japón. Este sistema está basado en el modelo de agencia ejecutiva, que fue ideado bajo el thatcherismo en Reino Unido.
Estas agencias utilizan métodos de gestión de corporaciones del sector privado y gozan de una considerable autonomía en sus operaciones y en la utilización de los presupuestos asignados.

## Diferencia con corporaciones especiales
Como parte de las reformas administrativas del gabinete de Ryūtarō Hashimoto en la segunda mitad de la década de 1990, se estipuló este sistema con el propósito de separar los sectores empresariales y de servicios reales de los ministerios y agencias centrales.
Las diferencias con las corporaciones especiales (特殊法人 Tokushu Hōjin?) son que no pueden obtener garantías gubernamentales para su financiación y que están obligadas a pagar impuestos y tasas públicas como el impuesto sobre la renta corporativa y el impuesto sobre la propiedad

## Clasificación
Estos organismos se clasifican en tres tipos de organismos de acuerdo con el artículo 1 de la Ley Nº 103 de 1999.
- Agencia gestionada según los objetivos a medio plazo (中期目標管理法人 Chūki Mokuhyō Kanri Hōjin?)
- Agencia Nacional de Investigación y Desarrollo (国立研究開発法人 Kenkyū Kaihatsu Hōjin?)
- Agencia dedicada a la ejecución administrativa (行政執行法人 Gyōsei Shikkō Hōjin?)

## Sistema hasta 2015
El 1 de abril de 2015 entró en vigor la Ley de Enmienda Parcial de la Ley de Normas Generales para Organismos Administrativos Independientes, que cambió significativamente el sistema que existía desde su creación en abril de 2001 . Este sistema funcionaba así:

### Clasificación
Los organismos administrativos independientes se clasificaban en dos categorías: Agencias administrativas independientes específicas y Agencias administrativas independientes no específicas.

#### Agencias administrativas independientes específicas
Los organismos administrativos independientes específicos (también denominados organismos independientes de funcionarios públicos nacionales) eran aquellos cuyo estancamiento en el negocio se reconoce que obstaculiza directa y significativamente la vida de las personas o la estabilidad social y económica (artículo 2, párrafo 2 de la Ley). Tras la aprobación del nuevo sistema, se les concedió la condición de servidores públicos nacionales a los funcionarios y empleados del organismo administrativo independiente.

#### Agencias administrativas independientes no específicas
En lo que respecta a la ley independiente no especificada (también conocida como ley independiente de servidores no públicos), el estatus de los funcionarios y empleados recibía un trato diferente. Se les trataba del mismo modo que a los del sector privado, incluida la cobertura del seguro de empleo, y cuando los funcionarios públicos nacionales eran adscritos, se les trataba como jubilados.

## Ejemplos
Al 1 de abril de 2019, había 87 agencias.
- Agencia de Tecnología, Transporte y Construcción de Ferrocarriles de Japón
- Agencia Japonesa de Exploración Aeroespacial

- Museo Nacional de Arte Moderno de Tokio
- Museo Nacional de Arte Occidental